# Leptothyrella fijiensis
Leptothyrella fijiensis är en armfotingsart som beskrevs av Bitner 2008. Leptothyrella fijiensis ingår i släktet Leptothyrella och familjen Platidiidae.
Artens utbredningsområde är havet kring Fiji. Inga underarter finns listade i Catalogue of Life.